# Cronologia dei computer dal 1990 al 1999
Questa voce presenta una cronologia di eventi nella storia dei computer dal 1990 al 1999. Per una narrazione in prosa, si veda la voce Storia del computer.

## 1990
| Data        | Luogo    | Evento |
| ----------- | -------- | --- |
| 29 gennaio  | USA      | Una squadra di scienziati dei Bell Laboratories, guidati da Alan Huang, dimostra il primo computer ottico. |
| Gennaio     | USA      | Intel introduce il processore i486, che può operare a 33 MHz; il primo computer equipaggiato con tale chip è il PowerCache 33/4, costruito da Advanced Logic Research; Intel inoltre lancia il microprocessore iPSC/860, progettato per computer a multiprocessore.                                                                                                 |
| 19 febbraio | Mondo    | Adobe Photoshop 1.0 esce in esclusiva per Macintosh. La prima versione per Windows sarà la 4.0, di novembre 1996. |
| 28 Febbraio | USA      | L’attività di ARPANET, divenuta tecnologicamente obsoleta dopo oltre vent’anni di servizio, cessa. Successivamente, come dorsale di Internet subentrerà NSFNET, gestita dalla National Science Foundation. |
| 24 Marzo    | USA      | Muore An Wang, autore di 40 invenzioni, tra le quali la memoria a nuclei magnetici di ferrite (ideata nel 1945). |
| Marzo       | Mondo    | Apple lancia il Macintosh IIfx. |
| 22 Maggio   | Mondo    | Microsoft pubblica Windows 3.0. |
| 24 Maggio   | USA      | I ricercatori dei laboratori Sandia del dipartimento americano dell'energia, in collaborazione con l'Università del Wisconsin, annunciano la realizzazione del primo transistor superconduttore del mondo, in grado di operare a temperature relativamente elevate. Per la sua costruzione è stata utilizzata una pellicola di tallio combinato con ossido di rame. |
| 7 Giugno    | Giappone | Hitachi annuncia un prototipo funzionante di un chip da 64 megabit di memoria. |
| Giugno      | Mondo    | Esce l'Amiga 3000. |
| Ottobre     | Mondo    | Apple pubblica il Macintosh Classic (in figura) e il Macintosh LC. |
| Novembre    | USA      | Esce la prima versione di Microsoft Office. |
| 10 Dicembre | Giappone | Viene annunciata la realizzazione di una S-RAM (Static Random Access Memory, una memoria statica ad accesso casuale), in grado di ridurre del 25% il tempo di accesso rispetto alle memorie da 1 MB in produzione. |
| 20 Dicembre | Europa   | Nasce il World Wide Web al CERN di Ginevra, uno dei principali centri di ricerca di fisica al mondo. Viene creato da un gruppo di ricercatori del CERN, capeggiato da Tim Berners-Lee e Robert Cailliau. Essi fondano la propria ricerca non sulla tradizione di ARPANET, ma sul contributo della cultura hacker degli anni Settanta.                               |
| ?           | USA      | HP annuncia un computer con processore RISC; più tardi, IBM introdurrà la famiglia RISC/6000 di workstation RISC; per molte applicazioni, sono veloci quanto i supercomputer di allora. |
| ?           | ?        | Vengono introdotti chip con 4 megabit di memoria. |
| ?           | USA      | Motorola introduce la versione 68040 della sua serie 68000 di microprocessori; il chip incorpora 1,2 milioni di transistor e viene adottato da 35 produttori di computer. |
| ?           | USA      | IBM sviluppa un transistor che può operare a 75 miliardi di cicli al secondo. |
| ?           | ?        | Entrano in commercio i fax a colori. |
| ?           | USA      | Il costo medio di elaborazione dell’informazione è passato da circa $ 75 per milione di operazioni nel 1960 a meno di un centesimo di cent nel 1990. |
| ?           | USA      | Microsoft raggiunge il numero di 5600 impiegati; nel 1980 erano 38. |
| ?           | Giappone | Il NEC SX-3/44R diventa il supercomputer più veloce al mondo con un modello a quattro processor. Il Numerical Wind Tunnel di Fujitsu, installato nel 1993 al Laboratorio Aerospaziale Nazionale di Tokyo, raggiunge i 124,5 gigaflops. |

## 1991
| Data         | Luogo        | Evento |
| ------------ | ------------ | --- |
| Gennaio      | USA          | IBM avvia la produzione – prima industria al mondo – del chip di memoria viva dinamica ad accesso casuale (D-RAM) da 16 MB presso il suo stabilimento di Burlington, nel Vermont. Pochi giorni dopo, il 14 febbraio, Toshiba annuncia la realizzazione di una D-RAM da 4 MB su un chip di 52,6 millimetri quadrati; il dispositivo è in grado di leggere o scrivere le informazioni in 17 miliardesimi di secondo, ossia 14 volte più velocemente dei chip da 4 MB in produzione, grazie all'adozione di due amplificatori in corrispondenza dell'ingresso e dell'uscita dei circuiti. |
| Febbraio     | Giappone     | Quattro aziende giapponesi – Fujitsu, Matsushita, Mitsubishi, e Toshiba – annunciano di aver sviluppato un chip di memoria ad accesso casuale dinamico (D-RAM) da 64 megabyte. |
| 1º luglio    | Finlandia    | Viene effettuata la prima chiamata al mondo GSM su rete commerciale tra l'allora primo ministro finlandese Harri Holkeri e Kaarina Suonio, vice sindaco della città di Tampere; la prima rete GSM era stata costruita da Telenokia e Siemens per conto dell'operatore finlandese Radiolinja, oggi Elisa. |
| 3 Luglio     | USA          | IBM, dopo un decennio di stretta collaborazione con Microsoft finita in pieno disaccordo, si accorda con la Apple per lo sviluppo di programmi applicativi a corredo dei PC di nuova produzione. |
| 6 Agosto     | Mondo        | Il CERN pubblica il primo spazio web della storia e 17 giorni dopo, il 23 agosto, un utente ne visiona per la prima volta i contenuti. |
| 17 Settembre | USA          | Linus Torvalds pubblica, per la prima volta, il kernel del sistema operativo Linux. |
| 21 Ottobre   | USA          | Durante l'edizione annuale dell'esposizione dedicata ai computer di Las Vegas, il Comdex, Apple presenta la serie Powerbook (in particolare, l'Apple Powerbook Mini 100). |
| Ottobre      | ?            | Entrano nel mercato dei computer che usano la firma di una persona come password; usano pressione e informazioni elettriche invece dell'elaborazione ottica. |
| 7 Novembre   | USA          | IBM e Intel sottoscrivono un patto decennale di collaborazione per la progettazione di microprocessori destinati a nuovi tipi di microcomputer a tecnologie avanzate. |
| 2 Dicembre   | Mondo        | Apple lancia la prima versione di QuickTime, il suo programma di gestione di file multimediali. |
| 3 Dicembre   | Mondo        | Inizia, partendo dagli USA, la commercializzazione da parte di Philips del CD-i, il progenitore del DVD: si tratta di un CD-ROM interattivo che può contenere fotografie digitali, dati e applicazioni; arriverà anche in Italia nel corso del 1992. |
| 18 Dicembre  | USA Germania | IBM e Siemens A.G. annunciano di aver sviluppato, in collaborazione, un prototipo di un chip D-RAM da 64 MB. |
| Dicembre     | Italia       | Alla fine dell'anno l'Italia risulta al quarto posto in Europa per consistenza del mercato informatico interno, con 16,5 miliardi di dollari, 9 dei quali nell'hardware e 7,5 nel software, e con una crescita del 7,8% rispetto al 1990. |
| ?            | USA          | Thinking Machines sviluppa il CM-2, un computer con oltre 16.000 processori che possono raggiungere velocità di 2 teraflops. |
| ?            | USA          | Cray Research introduce il supercomputer Cray Y-MP C90; è equipaggiato con 16 chip di elaborazione, e la sua velocità raggiunge 16 gigaflops (16 miliardi di calcoli al secondo). |
| ?            | Giappone     | Il Japanese Institute for New Generation Computer Technology sviluppa la Parallel Inference Machine (PIM), un computer di quinta generazione che può gestire parole e immagini attraverso l'inferenza logica, senza il requisito della rappresentazione numerica. |
| ?            | USA          | Woo Paik e colleghi, della divisione Videocipher di General Instrument Corporation (San Diego, CA), producono il primo prototipo funzionante di televisione digitale ad alta definizione (HDTV). |
| ?            | Giappone     | Il MITI (Ministry of Trade and Industry) del Giappone lancia un programma di ricerca da 2 miliardi di dollari per sviluppare un computer di sesta generazione, basato su reti neurali artificiali; il programma per sviluppare la cosiddetta "quinta generazione" di computer è abbandonata. |
| ?            | USA          | James Gosling, un programmatore della Sun Microsystems, inizia a lavorare a un linguaggio che rivelerà la sua potenzialità solo cinque anni più tardi con il nome di "Java". Nato con il nome meno esotico di "Oak" e abbandonato nel 1994 perché non piaceva a nessuno, nel gennaio 1995 il linguaggio verrà recuperato, migliorato, potenziato e ribattezzato e si diffonderà a macchia d'olio, rivoluzionando il modo di navigare in Internet. |
| ?            | USA          | I ricercatori del California Institute of Technology mettono a punto un sistema basato sul principio dell'olografia che consente di incidere un CD su livelli multipli e di leggere i dati così memorizzati mettendo a fuoco un livello per volta: il sistema è in grado di spingere la capacità dei CD a decine di miliardi di byte, trasferirli ad una velocità di un miliardo di byte al secondo e selezionare un elemento di informazione a caso in meno di cento microsecondi. |
| ?            | USA          | Federico Faggin presenta il Synaptics I-1000, il primo microprocessore neurale che il fisico italiano ha realizzato in California dopo cinque anni di studi insieme a Carver Mead e a Tim Allen. |
| ?            | Mondo        | HP introduce il primo scanner a colori, l'HP ScanJect IIC. |
| ?            | Mondo        | Creative Labs, un'azienda di Singapore, pubblica la scheda audio SoundBlaster. |
| ?            | USA          | Il Motorola Micro TAC Classic apre l'era della telefonia digitale GSM. |

## 1992
| Data       | Luogo                 | Evento |
| ---------- | --------------------- | --- |
| 27 Gennaio | Regno Unito           | Misha Mahowald e Rodney Douglas costruiscono un chip che simula un neurone. |
| 27 Gennaio | USA                   | In un articolo apparso su "Communications Week", il giornalista Bob Metcalfe racconta di come una coppia di studenti di Cambridge abbia pensato di creare un programma, chiamato XCofee, per attivare e utilizzare attraverso il computer una telecamera collocata nel laboratorio attiguo e puntata sulla macchina del caffè, così da controllare che il livello e il colore della bevanda fosse sempre ottimale. È la prima volta che si parla di una (specie di) webcam. |
| 5 Febbraio | USA Giappone          | Intel si accorda con Sharp – industria elettronica giapponese tre volte maggiore e con ingenti risorse finanziarie a disposizione – per costruire uno stabilimento da 800 milioni di dollari per la produzione, con i rispettivi marchi, delle "flash memory card", schede di memoria non volatile ad accesso istantaneo, inventate dalla Toshiba (1986) ma perfezionate e prodotte in massa dalla Intel. L'anno successivo, Intel annuncerà la messa a punto di una PCMCIA da 40 MB (circa 20.000 pagine di testo) con un peso di soli 29 grammi e una velocità di trasferimento di oltre 5 MB al secondo. g |
| 6 Marzo    | Mondo                 | Inizia a propagarsi il virus informatico Michelangelo. Più tardi (7 aprile) viene creato il Dark Avenger Mutation Engine (DAME), un programma che trasforma i virus informatici in virus polimorfici, rendendo il loro attacco ancora più dannoso e difficile da debellare. |
| Marzo      | USA                   | Nasce anche per Apple il problema dei "cloni". Alla metà di marzo la Nutek, una piccola società della Silicon Valley, annuncia il primo PC compatibile con i Macintosh ad un prezzo notevolmente inferiore all'originale. |
| Giugno     | Italia                | La rete ISDN italiana entra ufficialmente in servizio, collegando inizialmente 15 città e consentendo allacciamenti internazionali con Paesi europei, USA, Giappone e Australia. Il programma messo a punto dalla SIP prevederà l'estensione entro il 1994 a tutti i capoluoghi di provincia e una diffusione capillare entro il 1995. |
| 13 Luglio  | USA Giappone Germania | Tre giganti dell'informatica mondiale mettono insieme le loro risorse per sviluppare un chip di memoria di nuovo tipo da 256 MB: IBM, Toshiba e Siemens annunciano a New York un'alleanza senza precedenti per lo studio, la progettazione e la realizzazione di un microcircuito integrato di memoria a grande capacità. |
| 4 Ottobre  | USA                   | Bill Gates, il trentasettenne fondatore di Microsoft, è l'uomo più ricco e più giovane che figura nella famosa lista dei 73 miliardari e dei 327 milionari americani compilata annualmente dalla rivista "Forbes" e pubblicata il 4 ottobre. A Bill Gates è attribuito un patrimonio personale di 6,3 miliardi di dollari in azioni della Microsoft, la maggiore industria di software del mondo. |
| 2 Dicembre | Regno Unito           | Un cellulare inglese invia il primo messaggio SMS della storia: è inviato dal sistema GSM di Vodafone UK e dice «Merry Christmas». |
| ?          | Mondo                 | Microsoft pubblica Windows 3.1 e il software Microsoft Access. |
| ?          | USA                   | Nathaniel Lande, presidente della società statunitense Booklink, presenta al mondo dell'editoria un prototipo di "libro elettronico"; il Bookmark è un apparecchio simile a un libro, con uno schermo a cristalli liquidi di 20 × 25 centimetri con caratteri grafici ad alta definizione, fornito di tre soli pulsanti per "sfogliarne" il contenuto; la memoria magnetica è contenuta in una smartcard da 8 MB grande come una carta di credito e in grado di contenere 200 volumi; il sistema di Booklink prevede l'installazione nelle librerie di un rivenditore elettronico per l'acquisto di libri scelti da un grande menù semplicemente inserendovi la smartcard; la macchina, oltre a incidere sulla tessera il testo dei libri scelti, provvederebbe ad accreditare le percentuali della vendita a case editrici ed autori. |
| ?          | USA                   | Dopo oltre dieci anni di leadership nei PC, IBM cede il primato a Apple. Secondo una ricerca di mercato dell'International Data, nel 1992 Apple ha sfornato 2 milioni di PC contro gli 1,9 di IBM. |
| ?          | Mondo                 | I virus informatici in circolazione nel mondo sono aumentati di cinque volte rispetto al 1991; quelli classificati (cioè che hanno prodotto effetti) sono duemila, ma quelli realmente in circolazione sono almeno il doppio. |
| ?          | Mondo                 | AT&T mette in commercio il suo VideoPhone 2500, un dispositivo in grado di effettuare delle videochiamate a colori, grazie alla presenza di un monitor integrato e di un modem che trasmette a una velocità compresa tra i 16 e i 19 bps. |
| ?          | Giappone              | Sony presenta il suo lettore di Minidisc MZ1, quando il mercato è ormai pronto ad abbandonare il nastro e la musicassetta. Tuttavia, sebbene arriveranno l'MP3 e le memorie a stato solido, il formato resisterà almeno sul mercato giapponese per venti anni (Sony smetterà di produrlo solo a inizio 2013). |
| ?          | Mondo                 | IBM commercializza un capostipite dei notebook, il Thinkpad 700. |
| ?          | ?                     | Compaiono i primi guanti e caschi appositamente studiati per offrire l'esperienza di muoversi in un mondo digitale, come il sistema Virtuality. |

## 1993
| Data         | Luogo       | Evento |
| ------------ | ----------- | --- |
| 23 Gennaio   | USA         | Gli statunitensi Marc Andreessen e Eric Bina, del National Center for Supercomputer Applications (NCSA) dell'Università dell'Illinois a Urbana, mettono a punto il programma Mosaic che consente di navigare in Internet a chiunque disponga di un computer e di un modem. |
| 22 Marzo     | USA         | Intel presenta in California, a Santa Clara, il microprocessore Pentium. |
| Marzo        | Germania    | Alla fiera di Hannover, Apple presenta Power CD, un lettore portatile che può funzionare con tre diversi tipi di compact disc: i CD audio, i CD-ROM e i Photo CD. |
| 13 Aprile    | Regno Unito | La BBC manda in onda il primo telegiornale con scenografia virtuale. |
| 30 Aprile    | Mondo       | Il CERN cede il software del WWW come regalo alla comunità internazionale, così che possa essere usato gratuitamente e migliorato attraverso uno sforzo collettivo. |
| 27 Settembre | USA         | Viene annunciata ufficialmente, a Washington, la nascita del supercomputer Cray T3D. |
| 23 Dicembre  | Italia      | Con la stesura della legge 547/93 sui reati informatici (i cosiddetti "computer crime"), vengono introdotte nuove figure di reato, attraverso la modifica e l'aggiunta di nuovi articoli al codice penale e a quello di procedura penale. Per la prima volta in Italia viene sanzionato l'accesso abusivo a computer, sistemi software e telematici, con pene che vanno da uno a quattro anni di carcere. |
| ?            | Mondo       | Per la prima volta, il numero di PC venduti in un anno supera nel mondo quello delle automobili. |
| ?            | USA         | Adobe, modificando un sistema prototipale (si chiamava "Camelot"), definisce nel 1992 il formato PDF (Portable Document Format) e nel 1993 pubblica i primi strumenti software per creare, modificare e visualizzare file in questo formato. |

## 1994
| Data        | Luogo    | Evento |
| ----------- | -------- | --- |
| 29 Gennaio  | Italia   | È italiana la maggiore opera multimediale del mondo: viene presentato a Roma un CD-ROM che contiene i 22 volumi della Gedea (Grande Enciclopedia de Agostini) con un totale di 320.000 voci. Un programma di ipertesto permette di spaziare tra testi, suoni, immagini fisse e in movimento.                        |
| Gennaio     | USA      | Intel lancia Videosystem-200, un sistema che trasforma il PC in un videotelefono. Una piccola telecamera montata sopra il video e un particolare software permettono a due interlocutori di apparire l'un l'altro sullo schermo.                                                                                    |
| >22 Aprile  | USA      | I ricercatori dei Bell Laboratories realizzano un nuovo laser a semiconduttore, cosiddetto a "cascata quantica", il primo la cui lunghezza d'onda di emissione può essere fissata a piacimento durante il processo di fabbricazione.                                                                                |
| Aprile      | USA      | Jim Clark fonda Netscape Communications Corp. |
| Aprile      | Italia   | Una circolare del ministro Umberto Colombo, diretta alle università italiane, stabilisce che i vecchi computer in disuso, i programmi, dischetti e soprattutto i manuali, andranno spediti al costituendo "Museo storico delle macchine per il calcolo" di Pisa.                                                    |
| 16 Agosto   | Mondo    | IBM introduce uno dei primissimi precursori degli smartphone, l'IBM Simon. Funziona da telefono cellulare, PDA e fax, include un touchscreen e applicazioni come una rubrica, un calendario e una calcolatrice; costava 900 dollari.                                                                                |
| 10 Ottobre  | Mondo    | Intel pubblica il processore Pentium a 75 MHz. |
| 1º Novembre | USA      | Leonard Adleman dimostra un computer biologico basato sul DNA, che può risolvere matematicamente difficili problemi. La PCR è usata per estrarre la soluzione al problema dal DNA. |
| 20 Novembre | USA      | Peter Shor, degli AT&T Labs, valuta il primo algoritmo per la fattorizzazione di grandi numeri, utilizzabile in un ipotetico computer quantistico. |
| Dicembre    | USA      | Nasce la terza generazione dei supercomputer Cray (modello J916). |
| ?           | Europa   | Il primo neurocomputer europeo, il Synapse-1, è prodotto dalla Siemens Nixdorf in collaborazione con l'Università di Mannheim. La sua velocità di elaborazione è di cinque miliardi di operazioni al secondo. |
| ?           | Italia   | Con una collaborazione tra Olivetti e Rai nasce "Skydata", un servizio che trasmette informazioni, immagini e software attraverso la rete di ripetitori televisivi diffusi in tutta Italia. Per accedere al servizio occorre un'antenna televisiva e una scheda di interfaccia da inserire in un personal computer. |
| ?           | USA      | Advanced Technologies realizza Brainlink, un programma sperimentale che permette, attraverso la captazione di deboli correnti elettriche emesse dal cervello, di muovere su e giù una pallina sullo schermo. |
| ?           | Giappone | Epson MJ-700V2C è la prima stampante inkjet a colori con risoluzione a 720 dpi, praticamente la prima che permettesse stampe da computer di qualità "quasi" fotografica. |
| ?           | Mondo    | Sandisk presenta le prime Compact Flash Memory Card; la capacità dei primi modelli varia a 1 a 4 MB. |
| ?           | USA      | Iomega presenta Zip, un drive esterno con capacità di lettura e scrittura su supporti removibili; nella versione iniziale è dotato di una capacità di memoria di 100 MB, nelle versioni successive arriva a 250 e 750 MB.                                                                                           |
| ?           | Svezia   | Ericsson lancia il Bluetooth, uno standard di collegamento wireless tra dispositivi che utilizza un segnale radio a bassa frequenza. |

## 1995
| Data         | Luogo                 | Evento |
| ------------ | --------------------- | --- |
| Febbraio     | Belgio                | I sette Paesi più industrializzati dell'Occidente (G7) si incontrano a Bruxelles per discutere della terza rivoluzione industriale, quella che porterà ad una società dell'informazione globale, e per definire una regolamentazione universale per i servizi in modo che tutti i cittadini possano accedervi. |
| Luglio       | USA                   | Jeff Bezos fonda Amazon.com; all'inizio era una libreria online. |
| 24 Agosto    | Mondo                 | Microsoft lancia Windows 95. |
| 19 Settembre | Italia                | Stream (gruppo Stet) presenta "Videomagic", il primo servizio multimediale interattivo in Italia. Prevede la navigazione attraverso un catalogo tematico, la possibilità di richiedere la visione di un film o una partita di calcio, di acquistare prodotti.                                                  |
| Settembre    | USA                   | HP lancia un registratore di CD-ROM, che costa 995 dollari. |
| 25 Ottobre   | USA Giappone Germania | IBM, Motorola, Toshiba e Siemens rendono noto un accordo per lo sviluppo di chip di memoria D-RAM con una capacità di 1 GB; il più capiente finora realizzato è da 256 MB. |
| 1º Novembre  | USA                   | Intel annuncia la commercializzazione del nuovo processore Pentium a 200 Mhz, con una velocità quasi doppia dei Pentium della precedente generazione. |
| 20 Novembre  | USA                   | Esce nelle sale statunitensi il film Toy Story – Il mondo dei giocattoli, realizzato dalla Pixar e distribuito dalla Walt Disney Pictures; si tratta del primo lungometraggio interamente realizzato in computer grafica.                                                                                      |
| 8 Dicembre   | Mondo                 | I maggiori produttori mondiali dell'elettronica di consumo raggiungono un accordo globale per uno standard comune per i DVD. Sarà presentato in occasione del CES 1996. |
| 15 Dicembre  | Mondo                 | Nei laboratori di Digital Equipment Corporation nasce Altavista, il primo vero motore di ricerca Web; tre anni dopo la DEC sarà acquisita dalla Compaq e Altavista sarà considerato non più strategico. |
| ?            | Mondo                 | Con la definizione dello standard Universal Serial Bus (USB) diventa possibile collegare una gran quantità di periferiche diverse al computer, risolvendo in questo modo il problema della compatibilità. |

## 1996
| Data      | Luogo | Evento |
| --------- | ----- | --- |
| 10 Giugno | Mondo | Intel pubblica il processore Pentium a 200 Mhz. |
| 15 Luglio | USA   | Microsoft e il colosso televisivo NBC danno l'avvio all'attività della MSNBC, un nuovo mezzo che unisce le prerogative di una TV via cavo, un giornale telematico e una rete televisiva combinata con un sito Internet. |
| Novembre  | Mondo | Viene registrato il brevetto del sistema di codifica audio MP3, basato su un algoritmo di compressione di tipo lossy (quindi con perdita di informazione) che permette di salvare in formato digitale i contenuti audio riducendone drasticamente l'ingombro e mantenendo allo stesso tempo una buona qualità di riproduzione. |
| ?         | USA   | Microsoft presenta negli USA WebTV, un dispositivo che permette di navigare in Internet, gestire la posta elettronica e chattare usando il televisore. |
| ?         | USA   | David Corey e colleghi mostrano la risonanza magnetica nucleare (NMR) può essere teoricamente usata per costruire piccoli computer quantistici. |
| ?         | Mondo | Nokia lancia il suo primo smartphone, il Nokia 9000. |

## 1997
| Data     | Luogo    | Evento |
| -------- | -------- | --- |
| 4 Maggio | Mondo    | L'Institute of Electrical and Electronics Engineers (IEEE) pubblica lo standard Wi-Fi IEEE 802.11. |
| ?        | USA      | Janus, supercomputer di Intel, viene installato ai Sandia National Laboratories e stabilisce un nuovo record come il primo computer a teraflop; questo significa che può eseguire trilioni di operazioni per secondo. |
| ?        | Germania | Siemens presenta il primo cellulare con display a colori, capace di visualizzare immagini in blu, rosso, verde e bianco: il Siemens S10.                                                                              |
| ?        | Mondo    | Esce la prima versione del programma Nero Burning ROM che in breve tempo si afferma come lo strumento facile e immediato per masterizzare i CD.                                                                       |
| ?        | ?        | Vengono presentati i CD riscrivibili, i CD-RW. |

## 1998
| Data        | Luogo | Evento |
| ----------- | ----- | --- |
| Giugno      | Mondo | Microsoft pubblica Windows 98. |
| Agosto      | ?     | Apple lancia l'iMac, un computer da tavolo destinato al mercato home consumer, al prezzo di 1299 dollari; ne saranno venduti 278.000 esemplari nelle prime sei settimane e 800.000 entro la fine dell'anno. |
| 4 Settembre | USA   | Larry Page e Sergey Brin fondano Google. |

## 1999
| Data   | Luogo | Evento |
| ------ | ----- | --- |
| Agosto | Mondo | NVIDIA pubblica la scheda grafica GeForce 256. Si tratta di un processore basato su un singolo chip in grado di gestire almeno 10 milioni di poligoni al secondo. L'azienda era stata fondata nel gennaio 1993. |

### Cronologie
- Cronologia dei computer fino al 1950
- Cronologia dei computer dal 1950 al 1979
- Cronologia dei computer dal 1980 al 1989
- Cronologia dei computer dal 2000 al 2009
- Cronologia dei computer dal 2010 al 2019